# Резорбция
Резорбцията (на латински: resorbeo) представлява преминаването на различни вещества в кръвта и лимфата през един или повече слоеве клетки. Всмукване на вещества може да стане както през повърхността на тялото, така и през лигавицата на различните кухи органи, като например храносмилателния канал, матката, пикочния мехур, трахеята, бронхите и др.

## Резорбция в храносмилателния канал
Благодарение на нея организмът си набавя всички необходими хранителни вещества. В устата, гълтача и хранопровода резорбцията на хранителни вещества е почти нулева. Слабо изразена е и резорбцията в стомаха – изключение правят някои вещества, като алкохолът, въглената киселина и в по-слаба степен водата и хлоридите. Пълната и цялостна резорбция на хранителните вещества става в тънкото черво, а в дебелото черво се резорбира главно водата и в много слаба степен и другите хранителни вещества (предимно въглехидратите).

### Резорбция на водата исолите
За едно денонощие през стените на червата на човека се всмуква около 10 литра течност:
- около 2 литра идват от приетата чрез храната и при пиене на течности вода;
- около 8 литра са от водата, съдържаща се в различните храносмилателни сокове.

### Резорбция на въглехидратите
Извършва се под формата на монозахариди, като различните монозахариди се всмукват с различна бързина. След всмукването им през стените на червата въглехидратите преминават в кръвта на чревните капиляри, а оттам чрез вратната вена постъпват в черния дроб.

### Резорбция намазнините
Извършва се по лимфен път.

### Резорбция набелтъчините
Под действие на протеолитичните ензими те се разглобяват до аминокиселини. След резорбцията на последните, те преминават в кръвта на вратната вена и чрез нея в черния дроб, а оттам в общото кръвообращение.